# Segno di Prehn

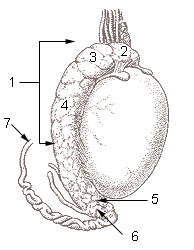
1: Epididimo
2: Testa dell'epididimo
3: Lobuli dell'epididimo
4: Corpo dell'epididimo
5: Coda dell'epididimo
6: Condotto dell'epididimo
7: Condotto deferente (dotto deferente o dotto deferente)

Il segno di Prehn (dal nome dell'urologo Douglas T. Prehn) è un segno clinico che un tempo si credeva aiutasse a determinare se il dolore ai testicoli presentato è causato da epididimite acuta o da torsione testicolare . Sebbene l'elevazione dello scroto nel differenziare l'epididimite dalla torsione testicolare sia di valore clinico, è stato dimostrato che il segno di Prehn è inferiore all'ecografia Doppler per escludere la torsione testicolare.
Secondo il segno di Prehn, il sollevamento manuale dei testicoli allevia il dolore dell'epididimite ma non il dolore causato dalla torsione testicolare.
Il segno di Prehn negativo indica nessun sollievo dal dolore con il sollevamento del testicolo interessato, che indica una torsione testicolare che è un'urgenza chirurgica e deve essere alleviata entro 6 ore.
Un altro modo per distinguere tra epididimite e torsione all'esame obiettivo è controllare il riflesso cremastere che è assente in caso di torsione.
Il segno di Prehn positivo indica che c'è sollievo dal dolore con il sollevamento del testicolo interessato, che punta verso l'epididimite.

## Storia
È stato scoperto nel 1934 da Douglas T. Prehn (1 agosto 1901 – 30 giugno 1974), un importante urologo americano nel Wisconsin.